# Hans Abrahamsen

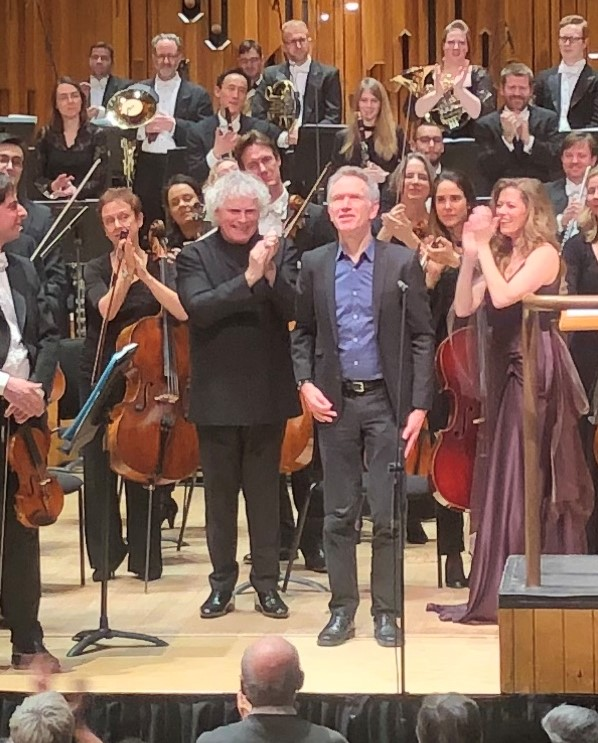
Abrahamsen saludant amb Simon Rattle i Barbara Hannigan després d'una actuació de "let me tell you" amb l'Orquestra simfònica de Londres, gener de 2019.

Hans Abrahamsen (nascut el 23 de desembre de 1952) és un compositor danès nascut a Kongens Lyngby, a prop de Copenhaguen.

## Biografia

### Primers anys de vida
El seu interès per la composició i el piano va començar després d'escoltar el seu pare tocant el piano. Els seus primers intents de "petites melodies" van ser dissenyats per tocar-los amb els dos únics dits de la mà dreta capaços de tocar l'instrument. Després d’adonar-se que no seria capaç de progressar, es va centrar en la banya francesa.
Del 1969 al 1971, va estudiar trompa, teoria musical i història de la música a la Royal Danish Academy of Music de Copenhaguen. Mentre estava al conservatori, la seva música es va nodrir de les influències dels seus mentors Per Nørgård i Pelle Gudmundsen-Holmgreen. Als anys vuitanta, va continuar els seus estudis assistint a seminaris amb György Ligeti.

### Carrera inicial
Es considera que Abrahamsen va formar part d’una tendència anomenada "Nova simplicitat", que va sorgir a mitjans dels anys seixanta com a reacció contra la complexitat i l’aridesa percebuda de les avantguardes centreeuropees. Les primeres obres d'Abrahamsen s'ajustaven als principis d'aquest moviment, particularment al cercle al voltant de l'escola Darmstadt. Per a Abrahamsen, això significava adoptar una simplicitat d’expressió gairebé ingènua, com en la seva peça orquestral Skum ("Foam", 1970).
En aquesta època, també va participar amb un grup anomenat Gruppen for Alternativ Musik, que va ser dissenyat per permetre als músics "interpretar música nova en formes alternatives" i "desenvolupar música compromesa socialment i políticament". Aquests ideals es poden veure a la seva Simfonia en Do que originalment es va titular Anti-CEE Sats (Anti-CEE Movement). El títol es va canviar "després que el compositor es va adonar que" la música no pot estar en contra [de res]". El seu estil aviat es va modificar i es va convertir en un diàleg personal amb el romanticisme que es pot veure a la seva obra orquestral Nacht und Trompeten. El 1982 va trobar un èxit primerenc quan aquesta peça va ser interpretada per la Filharmònica de Berlín. El director d’aquesta actuació, el notable compositor Hans Werner Henze, es va convertir aviat en un defensor de la música d’Abrahamsen.

### Hiat
Del 1990 al 1998, Abrahamsen només va completar un treball, una cançó curta. Segons el compositor, "[ell] no trobava la manera de fer allò que ell volia". Les actituds imperants sobre la complexitat de la música van provocar que la "pàgina en blanc" el paralitzés. En sortir del seu parèntesi, va començar a treballar en nous arranjaments de Johann Sebastian Bach. Les orquestracions d’aquests arranjaments incloïen molts gestos a compositors minimalistes que presagiaven canvis estètics en la música d’Abrahamsen.

### Torna a la música
Després del seu retorn a la composició, la seva música va canviar radicalment. Va combinar les seves primeres actituds artístiques amb objectius artístics més nous amb una rigorositat i economia modernistes en un univers musical individual més gran.
Entre les seves obres destacades des del seu retorn a la composició s'inclouen un concert per a piano escrit per a la seva esposa Anne-Marie Abildskov i l’obra de cambra ampliada Schnee ("Neu"). Schnee ha rebut atenció per la seva construcció tant a partir de processos en forma d’arc com de línia recta que es desenvolupen durant la durada de l’obra i per detalls innovadors com ara els seus intervals de afinació integrats.
"let me tell you", un cicle de cançons per a soprano i orquestra basat en la novel·la homònima de Paul Griffiths, va ser estrenat el 20 de desembre de 2013 per la Filharmònica de Berlín, amb la soprano solista Barbara Hannigan (a qui està dedicada l’obra), dirigit per Andris Nelsons. Franz Welser-Möst va dirigir l'Orquestra de Cleveland a l'estrena als Estats Units el gener de 2016. Abrahamsen va guanyar el premi Grawemeyer de 100.000 dòlars 2016 per aquesta obra.
L'Orquestra Simfònica de la Ciutat de Birmingham va oferir l'estrena britànica del cicle de cançons el 2014. El mateix any CBSO va encarregar a Abrahamsen un concert per a piano amb la mà esquerra. Esquerra, Alone va rebre l'estrena mundial a Colònia el gener del 2016, interpretada pel pianista Alexandre Tharaud, per a qui es va compondre el concert. Quatre mesos després, Tharaud va donar l'estrena britànica a la CBSO, dirigida per Ilan Volkov. Abrahamsen ha escrit que el fet de "néixer amb una mà dreta que no és completament funcional" li ha donat "una estreta relació amb les obres escrites per a la mà esquerra per Ravel i d'altres".
La seva primera òpera Snedronningen (La reina de les neus) és una adaptació lliure del conte de fades de Hans Christian Andersen. Es va estrenar a l'Opera Danesa el 13 d'octubre de 2019 i va rebre la seva primera representació en anglès (de la mà de la Bayerische Staatsoper) al Teatre Nacional de Múnic el 21 de desembre de 2019.

## Obres seleccionades

### Òpera
- The Snow Queen (2019)

### Orquestra
- Drei Märchenbilder aus der Schneekönigin (2018)
- Three Pieces for Orchestra (2017)
- Bamberger Tanz (2014)
- Ten Sinfonias (2010)
- Nacht und Trompeten (1981)
- Stratifications (1975)
- Symphony (1974)
- EEC Satz (1972)

### Orquestra i solista
- Concert per a trompa i orquestra (2019) - per a trompa i orquestra
- Left, alone (2015): per a piano amb mà esquerra i orquestra
- let me tell you (2013) - per a soprano i orquestra
- Doble Concerto (2011) - per a violí, piano i orquestra
- Piano Concerto (1999) - per a piano i orquestra

### Gran ensemble
- Schnee (2008) – per flauta, oboè, clarinet, percussió, dos pianos, violí, viola i cello
- Lied Dins Caiguda (1987) – per cello i 13 instruments

### Música de cambra
- Quartet de corda núm. 4 (2012) - per a quartet de corda
- Quartet de corda núm. 3 (2008) - per a quartet de corda
- Ten Studies (1998) - per a piano sol
- Himne (1990): per a violoncel o viola en solitari
- Six Pieces (1984): per a violí, trompa i piano
- Quartet de corda núm. 2 (1981) - per a quartet de corda
- Walden (1978, 1995) - per a quintet de vent
- Winternacht (1978): per a flauta travessera, clarinet, trompa, corneta, violí, violoncel i piano
- Denmark Songs (1976): per a soprano, viola, flauta travessera, clarinet, percussió i piano
- 10 Preludis (1973) - per a quartet de corda
- Cants de flors (1973): per a tres flautes
  - Versió 2012 per a flauta travessera, oboè i clarinet
- Univers Birds (1973): per a 10 sopranos
- Rodó i entremig (1971): per a quintet de vent metall